# Tetsuo Saitō

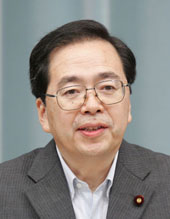
Tetsuo Saitō, 2008

Tetsuo Saitō (jap. 斉藤 鉄夫 Saitō Tetsuo; * 5. Februar 1952 in Hasemi (heute: Ōnan), Landkreis Ōchi, Präfektur Shimane) ist ein japanischer Politiker, Abgeordneter im Shūgiin, dem Unterhaus der Kokkai, für den Wahlkreis Hiroshima 3 und seit 2024 Parteivorsitzender der Kōmeitō. In den Kabinetten Kishida und Ishiba I war er von 2021 bis 2024 Minister für Land und Verkehr (kokudo-kōtsū-daijin, engl. Minister für Land, Infrastruktur, Verkehr und Tourismus), in den Kabinetten Fukuda und Asō von 2008 bis 2009 Umweltminister.

## Leben
Nach seiner Schulzeit in Shimane und Hiroshima studierte Saitō Angewandte Physik an der Tōkyō Kōgyō Daigaku. Nach seinem Studienabschluss 1976 arbeitete er zunächst für das Bauunternehmen Shimizu Kensetsu K.K. (engl. Shimizu Corp.). 1985 promovierte er an der Tōkyō Kōgyō Daigaku. Von 1986 an war er drei Jahre Gastdozent an der Princeton University.
Bei der Shūgiin-Wahl 1993 wurde er im SNTV-Viermandatswahlkreis Hiroshima 1 für die Kōmeitō erstmals ins Parlament gewählt. Nach der Abschaffung der Mehrpersonenwahlkreise und der Einführung der Verhältniswahl trat Saitō ab 1996 nur noch im Verhältniswahlblock Chūgoku an und wurde dort bis einschließlich 2017 achtmal wiedergewählt. Wie die meisten Mitglieder seiner Partei gehörte er ab 1994 der Neuen Fortschrittspartei an bis sich nach deren Auflösung 1997 die „Neue“ Kōmeitō formierte. Bei der Shūgiin-Wahl 2021 wechselte Saitō erfolgreich auf den vakanten Mehrheitwahlsitz Hiroshima 3 des über den Stimmenkaufskandal um Anri Kawai zurückgetretenen LDP-Abgeordneten Katsuyuki Kawai. Den Sitz verteidigte er 2024.
1999 war Saitō unter den Premierministern Mori und Koizumi parlamentarischer Staatssekretär (seimujikan) für Wissenschaft und Technologie. 2004 wurde er Vorsitzender des Shūgiin-Ausschusses für Bildung, Kultur, Sport, Wissenschaft und Technologie. Zwei Jahre später übernahm er den Vorsitz des politischen Forschungsausschusses (seimu chōsakai) der Kōmeitō.
Premierminister Yasuo Fukuda berief ihn im August 2008 als Umweltminister und einziges Kōmeitō-Mitglied in sein Kabinett. Bis dahin hatte die Partei mit Tetsuzō Fuyushiba das Ressort für Land, Infrastruktur und Verkehr besetzt. Er blieb unter Fukudas Nachfolger, Premierminister Tarō Asō, bis September 2009 im Amt.
Im ersten Kabinett Kishida wurde Saitō 2021 Minister für Landesplanung und Verkehr und blieb auch unter Nachfolger Shigeru Ishiba 2024 zunächst im Amt. Als der erst kurz vorher gewählte Parteivorsitzende Keiichi Ishii nach seiner eigenen Abwahl, Verlusten der Partei und dem Verlust der Regierungsmehrheit bei der Shūgiin-Wahl 2024 zurücktrat, wurde Saitō im November auf einem Sonderparteitag letztlich ohne Gegenkandidat zum Nachfolger. Als Minister ersetzte ihn für die Kōmeitō im zweiten Kabinett Ishiba Hiromasa Nakano.